# Curtarolo
Curtarolo (Curtaroło in veneto) è un comune italiano di 7 150 abitanti della provincia di Padova in Veneto, in prossimità del fiume Brenta, situato a nord del capoluogo.

## Geografia fisica
Il comune di Curtarolo è totalmente pianeggiante e presenta il classico clima della Pianura Padana: assai caldo d'estate (con punte di 40 °C), freddo e nebbioso d'inverno, con precipitazioni frequenti nella stagione autunnale.

## Storia
È una località di antichissima origine lungo il fiume Brenta.
Tracce e scoperte archeologiche riguardano reperti venetici e di epoca romana; uno dei reperti più significativi furono i resti di una piroga rinvenuti lungo uno scorcio del fiume Brenta in località Palazzina.
Oltre a laterizi e materiali lapidei di origine romana, venne ritrovata anche una stele funeraria risalente al I secolo a.C.
Nel 568, in epoca alto-medioevale, s'insediano gruppi di Longobardi.
Dopo la grande alluvione del 589 che determinò lo spostamento del corso principale del fiume Brenta, Curtarolo divenne uno strategico passaggio sul fiume, con il transito diretto per Padova. Questo fatto potrebbe essere all'origine del toponimo, da Scurzarolo (scorciatoia), tuttavia ipotesi più accreditate rimandano a Curtis Rodulo, dal nome dei possedimenti di una famiglia probabilmente longobarda.
Il documento più antico, del 1077, attesta una pieve dedicata a Santa Maria a Curtarolo, ma progressivamente si affermò l'importanza religiosa della chiesa e monastero di Santa Giuliana, in località Pieve (toponimo acquisito proprio per questo fatto), documentata fin dal 1333 e investita del titolo di parrocchiale dal 1500, con giurisdizione sulle chiese e cappelle di Campo San Martino, Marsango, Sant'Andrea, Tessara, Santa Maria di Non e Tavo.
Dopo l'epopea Ezzeliniana, i villaggi esistenti vennero annessi al Contado di Padova, quartiere di Ponte dei Molini.
Il passaggio sulla Brenta, forse già attrezzato con un ponte, fu nel Trecento, luogo di aspre contese militaresche tra carraresi e scaligeri dapprima, poi con i veneziani e successivamente (1509) di schermaglie (note come scaramuze) tra gli imperiali della Lega di Cambrai, provenienti dalle scorribande di Bassano, Marostica e Cittadella, e Veneziani, sfociate nella presa e distruzione del castello di Limena e assedio alle mura di Padova.

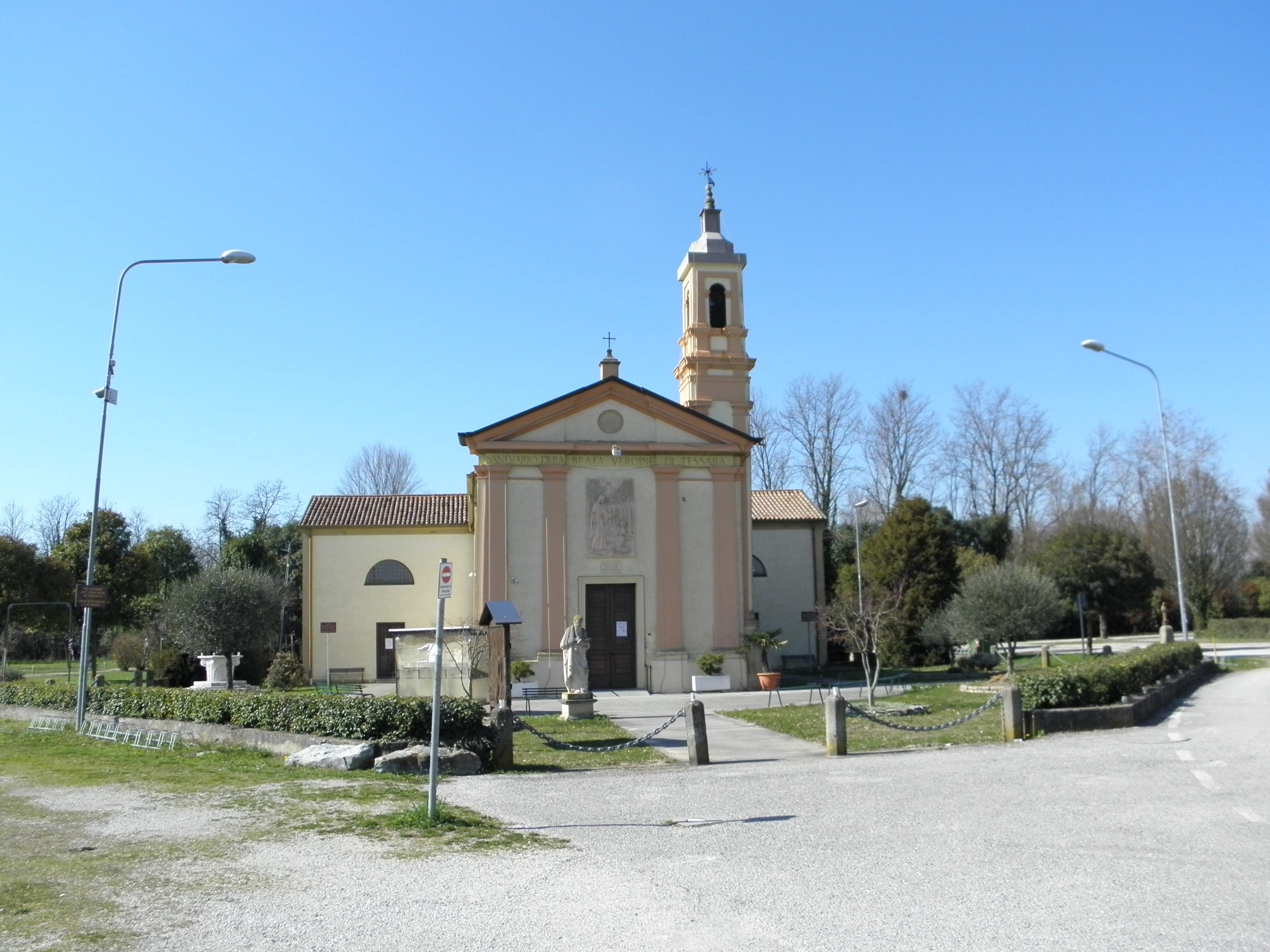
Santa Maria di Non, frazione di Curtarolo: il santuario della Madonna di Tessara

Nel XIII secolo vasti territori in località "Non" appartenevano ai Dalesmanni, potente famiglia padovana i cui esponenti più noti furono Speronella Dalesmanni e il figlio Jacopo da Sant'Andrea, citato anche nell'Inferno di Dante.
A fine Quattrocento e nel Cinquecento luogo di prestigio fu anche Villa Bozza, lungo la strada tra Tavo e Arsego, dove aveva messo dimora Pietro Bembo. La famiglia veneziana dei Bembo impiantò una prima attività industriale con un mulino lungo la roggia del Piovego Villabozza, rilevato nel 1825 dalla famiglia Agugiaro, tuttora esistente quale una delle maggiori realtà agro-industriali del padovano.
La storia moderna è in comune con quella del territorio alto-padovano: disastrosa l'alluvione del 1966, con Curtarolo tra i paesi più colpiti.

### Simboli
Stemma
Lo stemma è stato concesso con regio decreto del 25 aprile 1929.
Gonfalone
Il gonfalone è stato concesso con DPR del 11gennaio 2002.

## Monumenti e luoghi d'interesse
- Chiesa di Santa Giuliana, costruita alla fine del XIX secolo in sostituzione di una più antica pieve.
- Santuario della Beata Vergine di Tessara, o anche della Madonna di Tessara, nella frazione di Santa Maria di Non. Santuario che sorge sull'originario luogo di un'originaria chiesetta campestre citata fin dal XII secolo, più volte rimaneggiata e ingrandita. Meta della devozione locale è la Madonna "mora" di Tessara, conservata al suo interno. Si festeggia la seconda domenica di ottobre.

## Società

### Evoluzione demografica
Abitanti censiti

## Infrastrutture e trasporti

### Mobilità urbana
Il comune è attraversato da molte piste ciclabili tra le quali la Treviso-Ostiglia, che attraversa tutto il territorio comunale. Il giorno 6 ottobre 2017 è stata inaugurata la "Passerella ciclopedonale sul Fiume Brenta lungo il percorso Treviso - Ostiglia". Un'opera realizzata per unire le sponde del fiume Brenta, nei comuni di Curtarolo e Piazzola Sul Brenta, e dare la naturale continuità alla ciclopedonale evitando un tortuoso giro attraverso anche a vie molto trafficate.
È situato sulla linea d'autobus Padova-Bassano gestita da Busitalia Veneto.

## Amministrazione

### Gemellaggi
- Saint-Maurice

## Sport
Nell'omonimo paese ha sede la Curtarolese 97, nata nel 1997 dopo l’unione di tre società presenti nel territorio.